# Толщев
Толщев (укр. Товщів) — село в Солонковской сельской общине Львовского района Львовской области Украины.
Население по переписи 2001 года составляло 194 человека. Занимает площадь 2,03 км². Почтовый индекс — 81139. Телефонный код — 3230.